# 濊貊
濊貊是歷史上存在於東北亞的一支部族，分布於古代中國東北，近朝鲜半岛北部至中南部，朝鮮人认为是其先民之一。古文獻稱之為「白民」，「亳人」或「發人」。濊貊是濊人與貊人的合稱，以定居农业为特点，不同於游牧民族。濊人的地域在高句骊、沃沮之南 ，辰韩之北，东滨大海，西至乐浪。在今天的清川江与汉江之间的东部。即日本海、东朝鲜湾的咸兴至江陵一带，亦即朝鲜中部偏东地区。

## 早期社會
濊人原居住在松嫩流域，後來逐渐向东南迁移。《說文解字》和郭注《爾雅》引《呂氏字林》作薉(濊)邪頭國。濊族從事農業和漁獵業，黍成為濊人的主要食糧。此時的濊族進入原始社會晚期，過著定居生活。濊族是有很多分支，其中高夷（后来的沸流國）在浑江流域，今辽宁丹东北部区域，良夷在今大同江中下游（即古朝鲜人，乐浪夷）。东濊是分布在今朝鲜江原道。
貊人有大水貊（有爭議）、小水貊、梁貊之分。梁貊分布在集安與新賓之間。小水貊分佈在璦河，大水貊分布在鴨綠江。貊人又叫貉，有九貉、蠻貊、胡貊的說法，濊貊勢力最大。
後來濊人和貊人在東北地區和朝鮮半島建立政權的夫餘、沃沮、高句麗和百濟，就是濊貊族的基礎上形成，發展起來的。
貊人最早是在松嫩平原生活，後受匈奴壓力入鴨綠江，最遠到朝鮮清川江，至江原道建立貊國。另一說法是在遼河東北。他們是周朝時開始東遷。

## 立國
秦漢之際，松嫩平原出現第一個國家——「濊王國」，晉代扶餘庫房中有傳世之寶「濊王之印」。其「國有故城」，濊貊人的北支為索離族，飼養豬、馬、牛，又善於狩獵。索離人生活在嫩江以東、松花江以北的松嫩平原地帶。嫩江下游肇源縣白金寶文化遺址就是索離人（貊人）的文化遺存。索離人的社會內部已出現私有制和階級對立，已跨入文明的門坎。索離族人東明稱王，不用濊族和索離族名，而採用鳧臾族名，中原漢族王朝譯作夫餘，後改為扶餘。漢時受玄菟郡管轄，漢末三國初改屬遼東公孫氏，晉朝時由東夷校尉管理。漢朝曾經在濊貊人地方置蒼海郡。而濊人的文化是西團山文化，有人說是古亞細亞人科里亞克族有關。
考古發現已經證明，以黑龍江齊齊哈爾市的昂昂溪區為中心的嫩江流域，是古夫餘人文明的發祥地。肇源縣望海屯遺址、杜爾伯特自治縣官地遺址、富裕縣小登科遺址。都屬於夫餘族文化遺址。同屬於濊貊語族的還有，高句麗、百濟、沃沮等。夫餘族居住的中心在今吉林農安，到魏晉南北朝時，夫餘族經過幾次變遷，大部分同高句麗人和渤海人融合了。
东汉的百科全书《釋名》介绍了当时濊貊人的烧烤文化，“貊炙，全體炙之，各自以刀割，出於胡貊之為也”。

## 消亡
在五世紀末，夫余被東部勿吉族和高句麗打敗，大部分的夫余族融合到高句麗。殘留嫩江中游東岸的夫餘人改稱「豆莫婁」、「達末婁」，主要生活在以烏裕河為中心的地區，已經建立起奴隸制性質的政權，生活以定居的農業生產為主。後來，在東鄰勿吉人的進攻和西鄰室韋人的襲擾下，從北齊直至隋唐之際。

## 濊貊族與高句麗立國神話
相傳高句麗的開國君主朱蒙在年青時，與烏伊（有時叫鳥伊）及摩離是好友。有後世歷史學家認為：「烏伊」及「摩離」其實很可能是「濊族」和「貊族」兩個民族的擬人化描述，就如故事其後提及的麻衣人、海藻衣人一樣。烏伊的原型是扶餘國的鳥夷人，摩離就是貊人，有人认为闕特勤碑文中的bok-eli即mok-el（日出之方的莫离人），就是貊人，也指代高句麗国名。

## 現代研究
濊貊這個國家的名稱，來自濊人與貊人兩個部落，濊人與貊人之間的關係，長期有爭論。有主張濊人與貊人是同一個族群的不同名稱，也有認為濊人與貊人是兩個不同民族。

## 延伸阅读
[在维基数据编辑]
 《欽定古今圖書集成·方輿彙編·邊裔典·穢貊部》，出自陈梦雷《古今圖書集成》
 《後漢書/卷85》，出自范晔《後漢書》
 《三國志/卷30》，出自陳壽《三國志》